# Сони Лабу Танси
Со́ни Лабу́ Танси́ (фр. Sony Lab’ou Tansi), настоящее имя Марсель Нтсони (фр. Marcel Ntsoni; 5 июля 1947 — 14 июня 1995) — конголезский романист, писатель коротких рассказов, драматург и поэт. Несмотря на смерть в возрасте 47 лет, Танси остаётся одним из самых плодовитых африканских писателей и известным практиком «Нового африканского письма». Его роман L'Anté-peuple получил приз Grand prix littéraire d'Afrique noire в 1983 году. В последующие годы он руководил театральной труппой в Браззавиле, Республика Конго.

## Биография
Старший из семи детей, Танси родился в деревне Кимваанза, к югу от Леопольдвиля (ныне Киншаса, Демократическая Республика Конго). Первоначальное образование получил на местном языке киконго, а говорить по-французски начал только в возрасте двенадцати лет, когда его семья переехала в Браззавиль, Французское Конго. Танси учился в Центральном высшем учебном заведении в Браззавиле, где изучал литературу, а после получения образования, в 1971 году стал учителем французского и английского языка в городе Киндамба. В том же году начал писать сценарии для театра и взял псевдоним «Сони Лабу Танси» как дань уважения Чикайе У Тамси, конголезскому поэту и писателю, который сочинял стихи с политическим подтекстом о репрессивной природе государства.
В начале своей карьеры Танси продолжал преподавать английский в колледже Чикайя-Пьер в Пуэнт-Нуар, работая над первыми двумя романами и несколькими пьесами. В 1979 году основал Театр Рокадо Зулу и ставил свои пьесы в Африке, Европе и США, а также регулярно появлялся на Международном фестивале франкоязычных стран в Лиможе.
После долгих лет преподавания, Танси перешёл на государственную службу, работая администратором в нескольких министерствах в Браззавиле. В конце 1980-х годов он вступил в союз с лидером оппозиции Бернаром Колеласом, чтобы основать Конголезское движение за демократию и всеобщее развитие, политическую партию, выступающую против коммунистического режима президента Дени Сассу-Нгессо и его Конголезской партии труда. В 1992 году Танси был избран в парламент в качестве депутата от Макелекелевского округа в Браззавиле. Из-за участия в оппозиционной политической деятельности, его паспорт был отозван в 1994 году.
Вскоре Танси обнаружил, что заражён вирусом СПИДа, но ограничение на поездки не позволили ему уехать за границу для лечения. Танси умер от СПИДа 14 июня 1995 года, спустя 14 дней после смерти своей жены от этой же болезни.

## Работы на французском языке
- Conscience de tracteur (Дакар: Nouvelles Éditions Africaines / Yaoundé: Clé, 1979).
- La vie et demie: Роман (Париж: Seuil, 1979).
- Je soussigné cardiaque (Париж: Haitier, 1981).
- L'état honteux: Роман (Париж: Seuil, 1981).
- La parenthèse de sang (Париж: Haitier, 1981)
- L’anté-peuple: Роман (Париж: Seuil, 1983)
- Les sept solitudes de Lorsa Lopez: Роман (Париж: Seuil, 1985)
- Cinq ans de littératures africaines: 1979—1984 (Париж: C.L.E.F, 1985).
- Un citoyen de ce siècle (Париж: Equateur, 1986)  — включает «Lettre ouverte à l’humanité» и Antoine m’a vendu son destin.
- Francophonie: Две пьесы (Париж: L’avant-scène, 1987) — включает пьесу Танси Moi, veuve de l’empire.
- Le coup de vieux: Drâme en deux souffles (Париж & Дакар: Présence Africaine, 1988).
- Les yeux du volcan: Роман (Париж: Seuil, 1988).
- Qui a mangé Madame d’Avoine Bergotha? (Карньер, Бельгия: Lansman, 1989).
- Une chouette petite vie bien osée (Карньер, Бельгия: Lansman, 1992).
- Théâtre: В трёх томах (Карньер, Бельгия: Lansman, 1995—1998) — в томе 1 пьесы Qu’ils le disent, qu’elles le beuglent и Qui a mangé Madame d’Avoine Bergotha?; в томе 2 Bevat: Une vie en arbre et chars . . . bonds и Une chouette petite vie bien osée; в томе 3 Monologue d’or et noces d’argent и Le trou.
- Le commencement des douleurs (Париж: Seuil, 1995).
- Poèmes et vents lisses (Париж: Le Bruit des Autres, 1995).
- L’autre monde: Écrits inédits, edited by Nicolas Martin-Granel and Bruno Tilliette (Париж: Revue Noire, 1997).
- L’atelier de Sony Labou Tansi, ed. Martin-Granel and Greta Rodriguez-Antoniotti' (Париж: Revue Noire, 2005)--comprises v1, Correspondance: Lettres à José Pivin (1973—1976) and Lettres à Françoise Ligier (1973—1983); v2, Poésie; and v3, Machin la hernie: Roman.